# س. جاي إف. وليامز
س. جاي إف. وليامز (بالإنجليزية: C. J. F. Williams)‏ هو فيلسوف ومترجم بريطاني، ولد في 31 ديسمبر 1930 في Midsomer Norton ‏ في المملكة المتحدة، وتوفي في 25 مارس 1997.